# Académie Bishop Allen
 (juin 2023).
La mise en forme du texte ne suit pas les recommandations de Wikipédia : il faut le « wikifier ».
Les points d'amélioration suivants sont les cas les plus fréquents. Le détail des points à revoir est peut-être précisé sur la page de discussion.
- Les titres sont pré-formatés par le logiciel. Ils ne sont ni en capitales, ni en gras.
- Le texte ne doit pas être écrit en capitales (les noms de famille non plus), ni en gras, ni en italique, ni en « petit »…
- Le gras n'est utilisé que pour surligner le titre de l'article dans l'introduction, une seule fois.
- L'italique est rarement utilisé : mots en langue étrangère, titres d'œuvres, noms de bateaux, etc.
- Les citations ne sont pas en italique mais en corps de texte normal. Elles sont entourées par des guillemets français : « et ».
- Les listes à puces sont à éviter, des paragraphes rédigés étant largement préférés. Les tableaux sont à réserver à la présentation de données structurées (résultats, etc.).
- Les appels de note de bas de page (petits chiffres en exposant, introduits par l'outil «  Source ») sont à placer entre la fin de phrase et le point final[comme ça].
- Les liens internes (vers d'autres articles de Wikipédia) sont à choisir avec parcimonie. Créez des liens vers des articles approfondissant le sujet. Les termes génériques sans rapport avec le sujet sont à éviter, ainsi que les répétitions de liens vers un même terme.
- Les liens externes sont à placer uniquement dans une section « Liens externes », à la fin de l'article. Ces liens sont à choisir avec parcimonie suivant les règles définies. Si un lien sert de source à l'article, son insertion dans le texte est à faire par les notes de bas de page.
- La présentation des références doit suivre les conventions bibliographiques. Il est recommandé d'utiliser les modèles {{Ouvrage}}, {{Chapitre}}, {{Article}}, {{Lien web}} et/ou {{Bibliographie}}. Le mode d'édition visuel peut mettre en forme automatiquement les références.
- Insérer une infobox (cadre d'informations à droite) n'est pas obligatoire pour parachever la mise en page.

Pour une aide détaillée, merci de consulter Aide:Wikification.
Si vous pensez que ces points ont été résolus, vous pouvez retirer ce bandeau et améliorer la mise en forme d'un autre article.
La Bishop Allen Academy, officiellement Bishop Allen Academy Catholic Secondary School (connue également comme Bishop Allen, Bishop Allen Academy CSS, BAA, BAACSS, BA, Allen), est une école secondaire à Toronto, en Ontario, au Canada, gérée par le Toronto Catholic District School Board, anciennement Commission des écoles séparées métropolitaines. 
C'est l'une des 31 écoles secondaires du conseil. Elle abrite environ 1643 élèves depuis l'année 2017-2018 et se classe actuellement 88ème sur 740 écoles dans le bulletin de l'Institut Fraser. Le bâtiment scolaire ouvre ses portes en 1963 sous le nom de Kingsmill Secondary School (1963-1988) par le Etobicoke Board of Education, qui devient plus tard le Toronto District School Board, et loue le campus à la MSSB/TCDSB depuis 1989. Il est situé dans le quartier Queensway – Humber Bay d'Etobicoke.

## Histoire

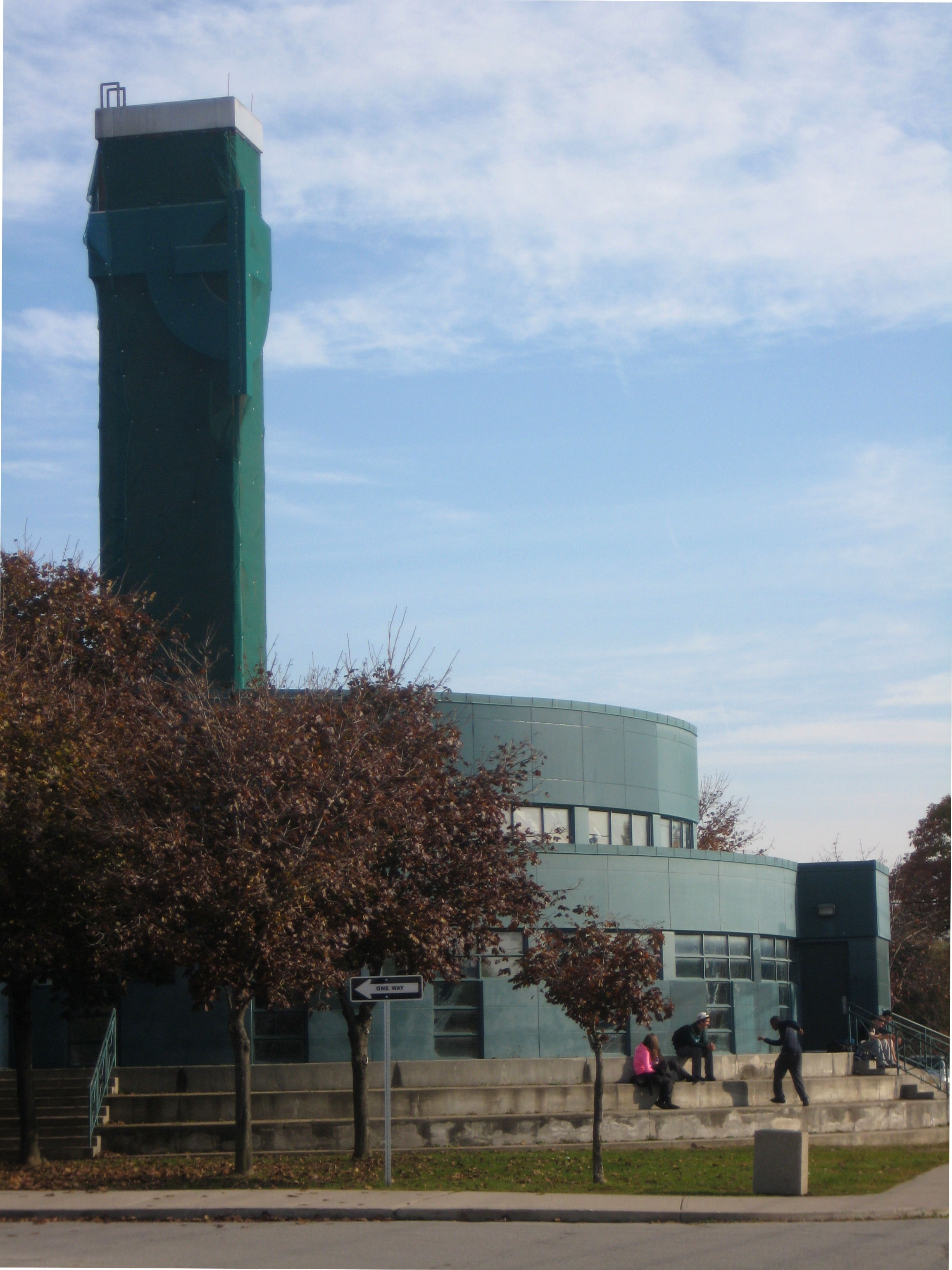
Vue des tours de Bishop Allen du côté sud.

Le site de la Bishop Allen Academy est situé sur 14,5 acres sur un ravin parallèle au ruisseau Mimico. Il fait partie du terrain original arpenté dans le canton d'Etobicoke en 1793 par le promoteur local Frederick Davidson. Mis de côté pour l'utilisation du moulin du gouvernement, ou du King's Mill, situé aux premiers rapides en amont du lac Ontario, et est ensuite utilisé pour son domaine « Brookwood ». La maison est finalement démolie en 1961.
En 1962, le conseil scolaire d'Etobicoke construit l'école secondaire Kingsmill (du nom de l'ancien moulin 'King's'). Elle est conçue par le cabinet d'architectes Gordon S.Adamson & Associates sur le bâtiment du 721 Royal York Road, juste au sud du Royal York Collegiate Institute (maintenant utilisé aujourd'hui comme Etobicoke School of the Arts ). L'école est ouverte en octobre 1963.
En juin 1988, au cours d'une période de réorganisation des conseils scolaires catholiques (après l'extension du financement intégral aux écoles secondaires catholiques), Kingsmill est l'une des trois écoles à être déclarée excédentaire par le conseil scolaire d'Etobicoke, en raison du faible nombre d'inscriptions. 
Le 1er juillet 1988, elle est transférée au Metropolitain Separate School Board, qui rouvre l'école un an plus tard, en septembre 1989, sous le nom de Bishop Allen Academy. L'école d'origine est composée de 135 élèves sous la direction de son directeur fondateur, Pat Gravelle.[réf. nécessaire] Auparavant, la région est desservie par les premières écoles secondaires catholiques d'Etobicoke dans la paroisse Our Lady of Sorrows: l'école Michael Power pour les garçons et St. Joseph's, Islington pour les filles qui, après s'être combinées, ont quitté la région dans les années 1990. 
Avant son ouverture, l'établissement est utilisé comme résidence temporaire du Collège De La Salle pour ses 850 étudiants au début de 1989 en raison de l'inondation causée par le vandalisme des étudiants dans leur propre bâtiment.
L'Académie Bishop Allen subi quatre ajouts et rénovations en 1991, 2000, 2005 et 2018. La nouvelle chapelle et une cour extérieure sous-utilisée sont entourées d'un toit pour agrandir la cafétéria existante au rez-de-chaussée, conçue par l'architecte Scott Morris. Plus récemment, la cheminée de l'école est démolie à cause de la chute de briques.
De nombreuses familles d'immigrants arrivent à Toronto pendant les années d'après-guerre, y compris de nombreux Européens de l'Est. Des Ukrainiens catholiques byzantins s'installent à Etobicoke et leurs descendants forment une grande partie du corps étudiant de Bishop Allen. Cette école continue de croître pendant une période de baisse du nombre d'élèves, car de nombreuses familles déménagent dans la banlieue de Toronto.
L'école porte le nom de Francis Allen, évêque auxiliaire de l'archidiocèse de Toronto et ancien pasteur de la paroisse locale d'Etobicoke Our Lady of Sorrows, qui dessert l'Académie Bishop Allen. L'évêque Allen joue un rôle déterminant, avec son collègue évêque auxiliaire Francis Marocco et l'archevêque Philip Pocock, dans la campagne des années 1960 de l'archidiocèse de Toronto pour établir et agrandir les écoles secondaires catholiques dans l'archidiocèse.
Avec l'ancien bâtiment Kingsmill construit uniquement pour 717 élèves, l'école dispose de classes extérieures sur place que l'on peut déplacer pour gérer la population étudiante croissante. En 2008, des problèmes de santé et le temps humide de l'été sur toutes ces classes portables contenant de la moisissure forcent les élèves de 10e année à déménager dans l'ancien St. Peter (maintenant l'annexe du Monsignor Fraser College) pendant un semestre. Le conseil installe trois laboratoires informatiques sur ce site.

## Aperçu
Bishop Allen Academy éduque près de 1700 étudiants avec une centaine d'enseignants. L' école vise à devenir une école plus académique, en ajoutant plusieurs classes de placement avancé (AP). Elle soutient un programme d'immersion française et de français approfondi, ainsi qu'un programme pour les surdoués appelé SAGE (Service, Sensibilisation, Surdouance, Expérience).
Utilisant à l'origine un schéma de couleurs bleu et gris pour correspondre à l'extérieur du bâtiment et en contraste avec le rouge et le noir du lycée local Father John Redmond, l'école passe à un schéma de couleurs rouge et noir. L'ancien conseil étudiant (de style canadien dirigé par un "premier ministre'' avec des "ministres'') est modifié en un conseil de style américain avec un "président'', puis changé en gouvernement étudiant Bishop Allen (STUGO). Bishop Allen Stugo a son propre site web, www.bishopallenstugo.com
Sur le bulletin scolaire des écoles secondaires de l'Ontario, la Bishop Allen Academy se classe 58ème sur 725 (en mars 2013), et au cours des cinq dernières années, le classement moyen est de 70 sur 691. Ces classements sont basés sur le test de littératie et les résultats de l'OQRE. La Bishop Allen Academy a reçu une note globale de 8,1 sur 10 (en 2012).

### Bâtiment
La Bishop Allen Academy possède un campus de 7219 mètres carrés sur deux étages dans l'espace anciennement détenu par Kingsmill SS sur un terrain de 11,5 acres. Le campus compte  28 salles de classe, quatre laboratoires de sciences, un cafétorium, une salle de sport double pouvant être cloisonnée, trois salles d'art, une nouvelle bibliothèque, une zone d'orientation/administrative et une chapelle. 
L'école avait à l'origine une piste de course de 400 m et un terrain de football, mais partiellement recouverte par les classes portables ; remplacé depuis par une piste de course/terrain de football de 300 m terne.

## Écoles nourricières
- École primaire Josyf Cardinal Slipyj (rite byzantin)
- École élémentaire catholique Saint-Marc
- École primaire catholique St.Pius X
- École primaire Notre-Dame des Douleurs
- École primaire catholique All Saints
- École primaire St.Demetrius (rite byzantin)
- École primaire catholique Holy Angels
- St. Vincent De Paul (Programme français)
- École élémentaire catholique Saint-Louis
- École catholique Notre-Dame de la Paix

## Anciens élèves notables
- Jason Agnew, personnalité de la télévision et ancien animateur de Brain Battle de Global TV
- Nikki Benz, actrice et réalisatrice de films pour adultes
- Anna Cyzon, personnalité de la télévision
- Denys Drozdyuk, gagnant de So You Think You Can Dance Canada
- Justin Rutledge, chanteur